# Arnage, Sarthe

Arnage este o comună în departamentul Sarthe, Franța. În 2009 avea o populație de 5,105 de locuitori.